# Assembleia da República de Moçambique
A Assembleia da República é o Parlamento moçambicano, constituído e regulado no título VII da Constituição. De acordo com ela, é a representante do povo moçambicano, tendo uma configuração unicameral.
Em representação do povo moçambicano, exerce os aspetos essenciais da soberania nacional: possui o poder legislativo, aprova o Orçamento Geral do Estado, controla a ação do Governo e desempenha o resto das funções que lhe atribui a Constituição.

## Natureza
A Constituição moçambicana, seguindo o principio de divisão de poderes exposto por Montesquieu, define e regula os três poderes básicos: legislativo, executivo e judicial. O primeiro encomenda-se à Assembleia da República, o segundo ao Governo da Nação e o terceiro aos tribunais de justiça.
Segundo a configuração derivada da constituição, a Assembleia da República é um órgão complexo de natureza representativa, deliberante, inviolável e contínua.

## Composição da Câmara
A Assembleia da República compõe-se por 250 deputados (legisladores), eleitos por sufrágio universal, livre, igual, direto e secreto, nos termos que estabelece o artigo 169.º da Constituição.
São eleitores e elegíveis todos os moçambicanos que estejam em pleno uso dos seus direitos políticos.

## Funcionamento

### Regime
A regulação fundamental do funcionamento da Assembleia da República encontra-se na Constituição e no regimento da câmara.

### Tempo
A legislatura é o tempo normal da vida da Câmara, cuja duração é de cinco anos, salvo em caso de dissolução antecipada.
O período de sessões é cada uma das etapas de trabalho dentro de cada legislatura. Salienta-se que a Câmara se reunirá anualmente em dois períodos ordinários de sessões, um de setembro a dezembro e outro de fevereiro a junho.

### Lugar
De acordo com a Constituição, que no seu artigo 309.º estabelece Maputo como capital, a sede da Assembleia da República é na dita cidade. O local da Assembleia da República goza do privilégio de inviolabilidade da constituição.

### Plenário e comissões
O funcionamento da câmara tem lugar no plenário e em comissões, com as limitações estabelecidas na Constituição — por exemplo, nos casos de leis orgânicas e tratados internacionais —. O plenário é a reunião de todos os membros de uma câmara, sob a presidência da sua respetiva mesa; as comissões são cada uma das secções operativas em que se dividem os deputados, sob a direção de uma mesa própria.

### Dissolução
- Por causa das suas relações com o Governo. Nos termos do artigo 187.º da Constituição, caso tenha sido rejeitado, após debate, o Programa de Governo pela Assembleia da República, o Presidente da República, prévia audição do Conselho de Ministros e prévia pronúncia obrigatória e favorável do Conselho de Estado nos termos do artigo 165.º da Constituição, poderá decretar a dissolução da Assembleia da República. Operando-se a dissolução, a Assembleia eleita inicia nova legislatura, tendo o mandato a duração do tempo remanescente da legislatura anterior nos termos do artigo 187.º da Constituição;[3]
  - Contudo existem limites à dissolução. Nos termos do artigo 188.º da Constituição, a dissolução da Assembleia da República não pode ocorrer em caso de estado de sítio ou de emergência, durante a vigência deste e até ao sexagésimo dia posterior à sua cessação.

- Por exigências constitucionais. Expiração do prazo da legislatura (mandato dos deputados), de cinco anos, previsto no artigo 184.º da Constituição, no qual a Assembleia da República ficará expirada e o Presidente da República, usando das competências do artigo 158.º da Constituição, deverá proceder imediatamente à convocação de eleições gerais nos termos do artigo 187.º da Constituição;[4]
- Por outras causas especiais.

A Assembleia da República exerce todos os seus poderes e atribuições através da elaboração e aprovação das Leis, mediante a proposição das nomeações dos titulares de determinados órgãos do Estado ao Presidente da República e de outras formas.

## Sede
O Palácio da Assembleia da República é o edifício que alberga a Assembleia da República. Está situado na Avenida 24 de Julho, n.º 3773, em Maputo.

## História
A Câmara de representação popular de Moçambique foi criada em 1977, com a designação de Assembleia Popular (AP). Esta designação vigorou até 1990, altura em que passou a designar-se por Assembleia da República (AR).

## Presidentes da Assembleia da República
O presidente da Assembleia da República é eleito pelos deputados. Encabeça o corpo legislativo e considera-se uma das figuras mais altas na hierarquia estatal, já que substitui o Presidente da República em caso de impedimento ou ausência do país, e sucede ao Presidente da República nas circunstâncias de substituição interina previstas no artigo 151.º da Constituição.
| Presidente                                          | Partido político | Partido político | Início do mandato     | Fim do mandato        |
| --------------------------------------------------- | ---------------- | ---------------- | --------------------- | --------------------- |
| Eduardo Joaquim Mulémbwè                            |                  | FRELIMO          | 12 de janeiro de 1995 | 12 de janeiro de 2010 |
| Verónica Nataniel Macamo Ndlhovo                    |                  | FRELIMO          | 12 de janeiro de 2010 | 13 de janeiro de 2020 |
| Esperança Laurinda Francisco Nhiuane Esperança Bias |                  | FRELIMO          | 13 de janeiro de 2020 | 13 de janeiro de 2025 |
| Margarida Adamugy Talapa                            |                  | FRELIMO          | 13 de janeiro de 2025 | Presente              |

## Resultados mais recentes
As últimas eleições para a Assembleia da República tiveram lugar em 2024.
| Partido                            | Partido                            | Votos      | %     | Lugares | +/– |
| ---------------------------------- | ---------------------------------- | ---------- | ----- | ------- | --- |
|                                    | FRELIMO                            |            |       | 171     | -13 |
|                                    | PODEMOS                            |            |       | 43      | +43 |
|                                    | RENAMO                             |            |       | 28      | –32 |
|                                    | MDM                                |            |       | 8       | +2  |
|                                    | Outros partidos                    |            |       | 0       | 0   |
| Votos nulos/em branco              | Votos nulos/em branco              |            | –     | –       | –   |
| Total                              | Total                              | 7.245.651  | 100   | 250     |     |
| Eleitores recenseados/participação | Eleitores recenseados/participação | 17.169.239 | 42,20 | –       | –   |
| Fonte:                             |                                    |            |       |         |     |

## Resultados eleitorais anteriores
| FRELIMO                            | 129 | 133 | 160 | 191 | 144 | 184 |
| RENAMO                             | 112 | -   | -   | 51  | 89  | 60  |
| Renamo-União Eleitoral (RENAMO-UE) | -   | 117 | 90  | -   | -   | -   |
| União Democrática (UD)             | 9   | -   | -   | -   | -   | -   |
| MDM                                | -   | -   | -   | 8   | 17  | 6   |
| Total                              | 250 | 250 | 250 | 250 | 250 | 250 |

## Comissões
| Nome                                                                           | Presidente                            | Partido |
| ------------------------------------------------------------------------------ | ------------------------------------- | ------- |
| Comissão dos Assuntos Constitucionais, Direitos Humanos e de Legalidade (1ª)   | Ana Comoana                           | FRELIMO |
| Comissão do Plano e Orçamento (2ª)                                             | Eneas da Conceição Comiche            | FRELIMO |
| Comissão dos Assuntos Sociais, do Género, Tecnologia e Comunicação Social (3ª) | Lucília José Manuel Nota Hama         | FRELIMO |
| Comissão da Administração Pública e Poder Local (4ª)                           | Maria do Céu Omar do Amaral Nhantumbo | FRELIMO |
| Comissão de Agricultura, Economia e Ambiente (5ª)                              | Filipe Acácio Mabamo                  | PODEMOS |
| Comissão de Defesa e Ordem Pública (6ª)                                        | Francisco Valentim Cabo               | FRELIMO |
| Comissão das Relações Internacionais, Cooperação e Comunidades (7ª)            | Catarina Mário Dimande António        | FRELIMO |
| Comissão de Petições, Queixas e Reclamações (8ª)                               | Valter Paulo Mabjaia                  | PODEMOS |
| Comissão de Ética Parlamentar (9ª)                                             | Abiba Abá Linha                       | RENAMO  |

Fonte: